# Amore in quarantena (programma televisivo)
Amore in quarantena è stato un  programma televisivo Italiano in onda dal 30 maggio 2020 nel sabato pomeriggio di Rai 1, condotto da Gabriele Corsi con la presenza fissa degli altri due componenti del Trio Medusa, Furio Corsetti e Giorgio Maria Daviddi.
Il programma, scritto da Giona Peduzzi con Simona Ianicelli, ha vinto il premio “The Innovation & Ingenuity” ai Content Innovation Awards 2020 organizzati da Digital TV Europe e Television Business International.

## Il programma
Il programma è condotto da Gabriele Corsi, il quale, da una terrazza sopra i tetti di Roma, guida il racconto facendo volare un drone che arrivava fuori dalle case delle coppie "protagoniste" di ogni puntata, per farsi raccontare come stanno vivendo il loro amore nel periodo di lockdown durante la pandemia di COVID-19. Ogni racconto si conclude con una videochiamata, che il conduttore fa ai protagonisti per farsi raccontare l'epilogo della loro storia. In alcuni casi intervengono dei personaggi famosi con videomessaggi d'incoraggiamento o con una sorpresa alle coppie.
Nella seconda edizione alcuni dei protagonisti incontrano Corsi dal vivo direttamente sulla terrazza.
Nel terza puntata della seconda stagione viene raccontata la storia d'amore di Luca ed Emanuele, due ragazzi omosessuali che, attraverso la gestazione per altri, hanno avuto due gemelli. In seguito alla messa in onda di questa puntata Giorgia Meloni, la Lega, l'Associazione Pro Vita e Famiglia Cristiana si scagliano contro la Rai e la trasmissione facendo un'interrogazione alla commissione di vigilanza RAI e un esposto alla Presidenza della Repubblica. 

## Edizioni
| Edizione | Conduttore     | Messa in onda  | Messa in onda     | Puntate |
| Edizione | Conduttore     | Inizio         | Fine              | Puntate |
| -------- | -------------- | -------------- | ----------------- | ------- |
| 1ª       | Gabriele Corsi | 30 maggio 2020 | 20 giugno 2020    | 4       |
| 2ª       | Gabriele Corsi | 10 luglio 2021 | 11 settembre 2021 | 8       |

## Puntate

### Prima edizione
| Puntata | Messa in onda  | Personaggi famosi intervenuti | Telespettatori | Share |
| ------- | -------------- | ----------------------------- | -------------- | ----- |
| 1ª      | 30 maggio 2020 | Luca Argentero, Lino Banfi    | 1.321.000      | 9,5%  |
| 2ª      | 6 giugno 2020  | Pupo, Arisa                   | 1.207.000      | 9,4%  |
| 3ª      | 13 giugno 2020 | Flavio Insinna, Edoardo Leo   | 1.081.000      | 8,8%  |
| 4ª      | 20 giugno 2020 | Max Pezzali, Eleonora Daniele | 977.000        | 8,4%  |

### Seconda edizione
| Puntata | Messa in onda     | Personaggi famosi intervenuti      | Telespettatori | Share |
| ------- | ----------------- | ---------------------------------- | -------------- | ----- |
| 1ª      | 10 luglio 2021    | Alessandro Borghese, Franco Baresi | 921.000        | 10,6% |
| 2ª      | 17 luglio 2021    | J-Ax                               | 1.013.000      | 10,4% |
| 3ª      | 24 luglio 2021    | Max Giusti                         | 857.000        | 9,1%  |
| 4ª      | 31 luglio 2021    | Giancarlo Magalli                  | 782.000        | 8%    |
| 5ª      | 21 agosto 2021    | Paolo Belli                        | 776.000        | 9%    |
| 6ª      | 28 agosto 2021    | Diletta Leotta                     | 1.101.000      | 11,7% |
| 7ª      | 4 settembre 2021  | -                                  | 739.000        | 7,7%  |
| 8ª      | 11 settembre 2021 | -                                  | 933.000        | 9,2%  |

## Audience
| Edizione | Rete televisiva | Anno | Stagione  | Orario      | Programmazione | Programmazione | Programmazione | Programmazione | Programmazione | Programmazione | Programmazione | Telespettatori | Share |
| Edizione | Rete televisiva | Anno | Stagione  | Orario      | L              | M              | M              | G              | V              | S              | D              | Telespettatori | Share |
| -------- | --------------- | ---- | --------- | ----------- | -------------- | -------------- | -------------- | -------------- | -------------- | -------------- | -------------- | -------------- | ----- |
| 1ª       | Rai 1           | 2020 | primavera | 15,00-15,50 |                |                |                |                |                |                |                | 1.147.000      | 9,03% |
| 2ª       | Rai 1           | 2021 | estate    | 17,50-18,45 |                |                |                |                |                |                | 890.000        | 9,46%          |       |